# Vespa mandarinia
Ong bắp cày khổng lồ châu Á (danh pháp hai phần: Vespa mandarinia) là một loài côn trùng bản địa sống ở vùng ôn đới và vùng nhiệt đới ở Đông Á.
Ong bắp cày khổng lồ châu Á có chiều dài lên đến gần 5cm, được xem là loài ong lớn nhất và loài ong nguy hiểm nhất thế giới. Theo nghiên cứu, nọc độc của chúng tấn công vào hệ thần kinh và đe dọa tính mạng của nạn nhân nếu họ không được điều trị kịp thời sau khi bị chúng đốt.
Chúng thích sống ở những ngọn núi và rừng thấp, trong khi gần như không xuất hiện ở vùng đồng bằng và vùng khí hậu cao độ. Chúng làm tổ bằng cách đào, chọn các đường hầm có sẵn được đào bởi loài gặm nhấm hoặc chiếm không gian gần rễ thông bị thối rữa. Chúng chủ yếu ăn côn trùng lớn hơn, thuộc địa của côn trùng có tính xã hội cao khác, nhựa cây và mật ong từ các đàn ong mật. Ong bắp cày khổng lồ châu Á có chiều dài cơ thể 45 mm, sải cánh dài khoảng 75 mm và ngòi đốt dài đến 6 mm, tiêm một lượng lớn nọc độc cực mạnh có tên là mandaratoxin.
Với khả năng bay 100km một ngày và tốc độ bay khoảng 40km/h, ong bắp cày khổng lồ hoàn toàn có thể săn giết rất nhiều côn trùng nhỏ.
Chúng không chỉ sống ở châu Á mà còn xâm chiếm vùng Bắc Mỹ và làm người dân ám ảnh vì chúng thích ăn ong mật. Đôi khi chúng còn đi ăn cả loài ong bắp cày khác.
Giữa tháng 9 đến tháng 10, chúng sẽ bắt đầu giao phối, trong thời gian này màu sắc của chúng trở nên đậm hơn. Con đực sẽ truyền tinh trùng vào người ong Chúa nhưng mãi đến tháng 5 năm tiếp theo chúng mới đẻ trứng khi có thể.

## Hình ảnh

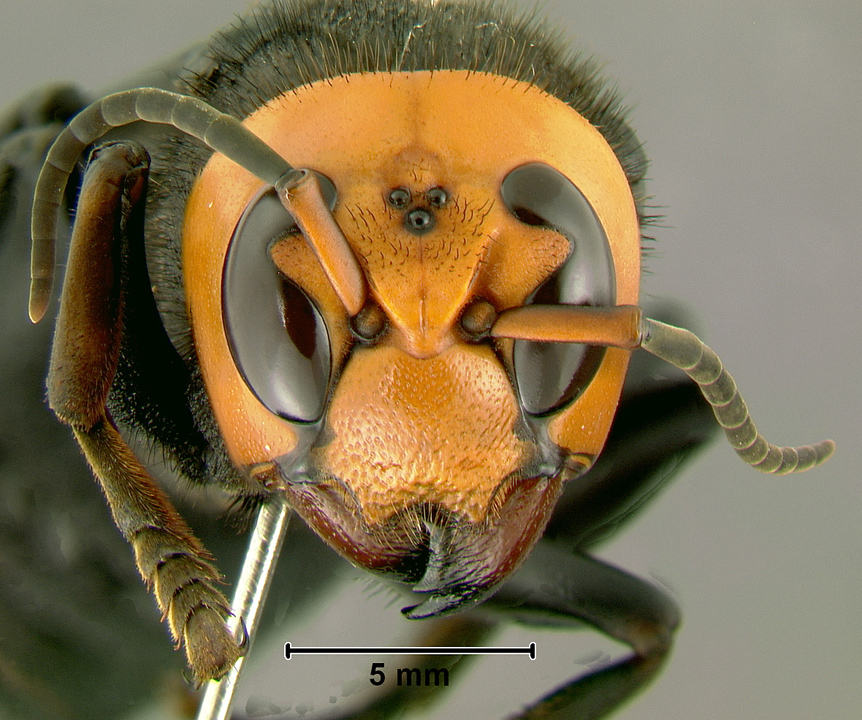
Đầu ong
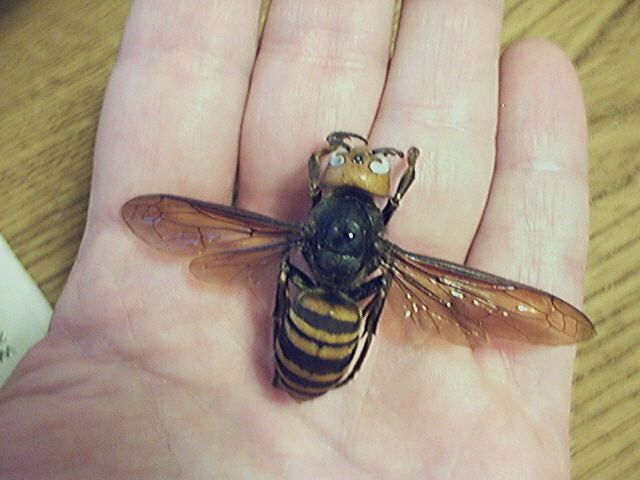
Mẫu vật ong được để trên tay người để so sánh kích thước của nó
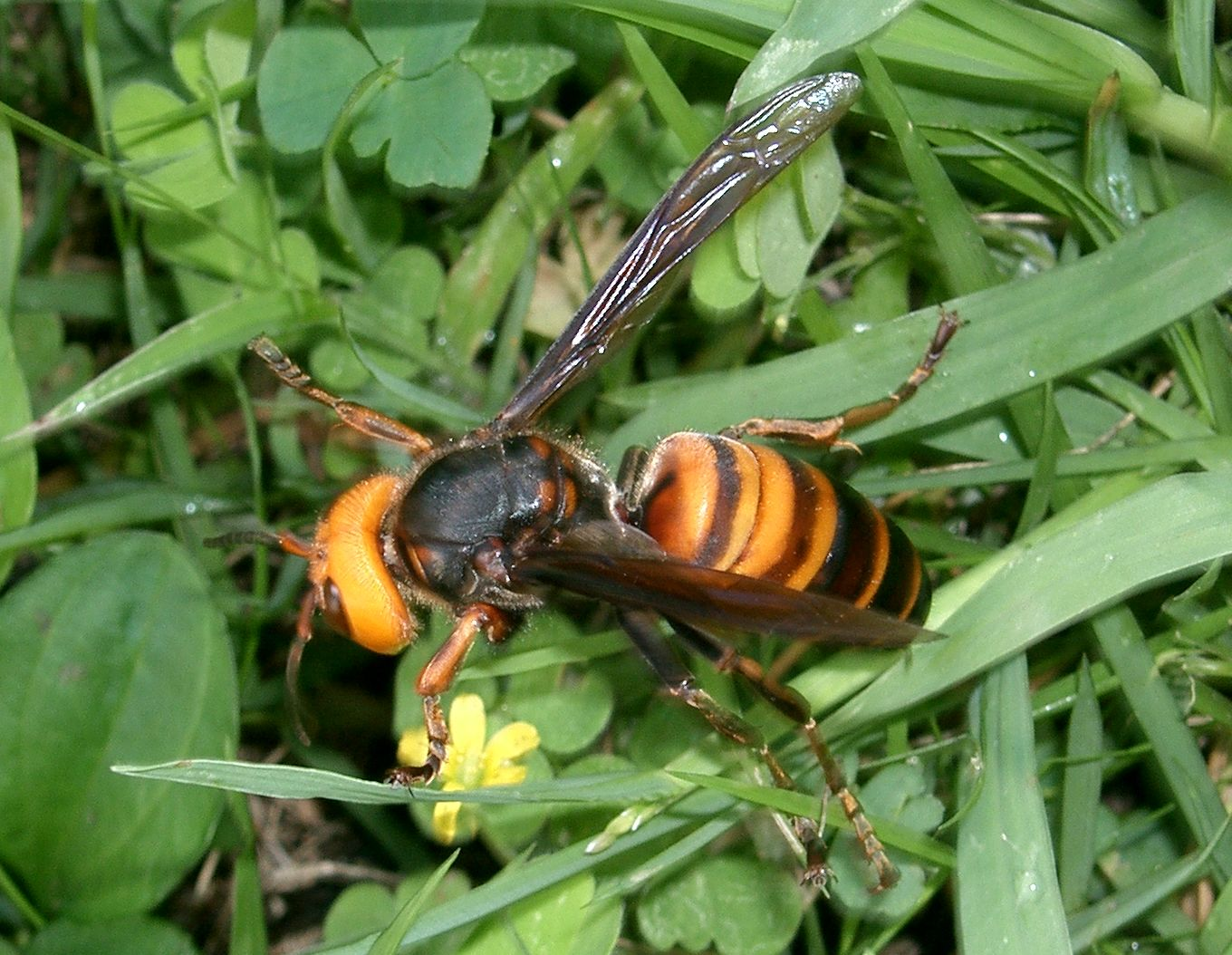
Ong bắp cày khổng lồ châu Á
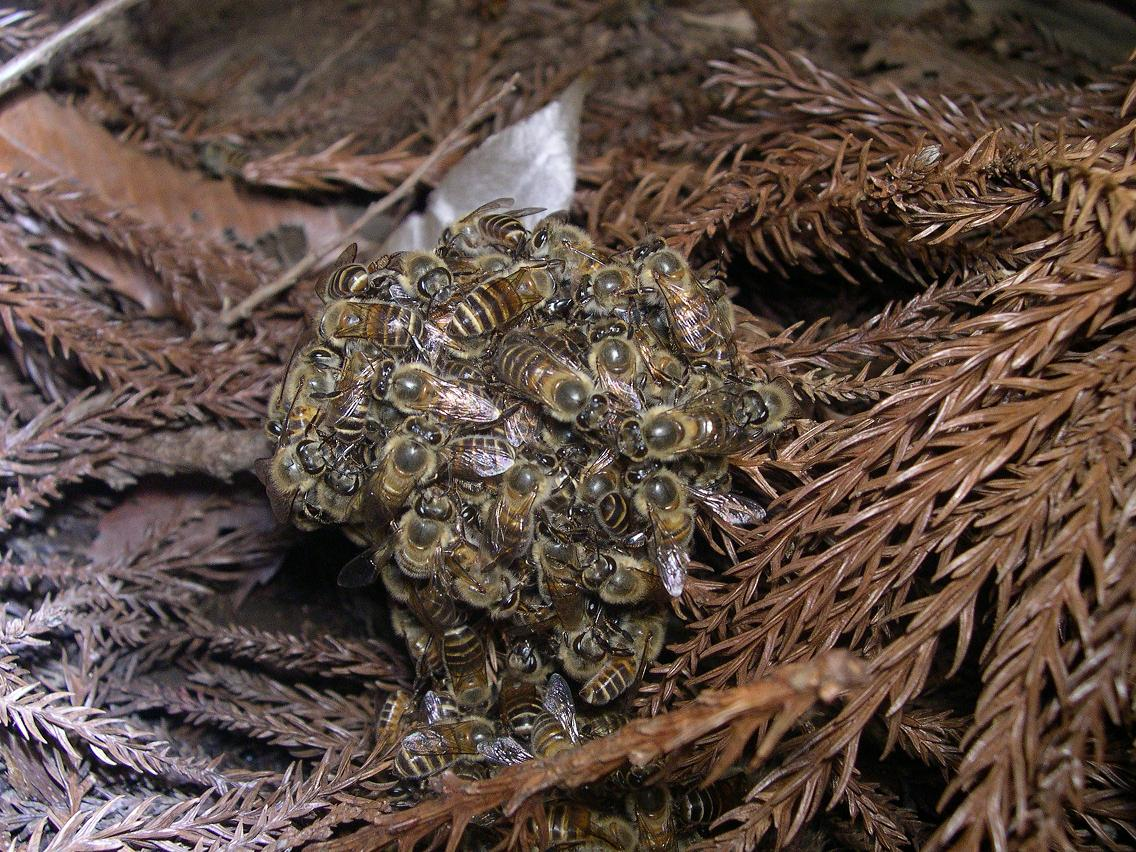
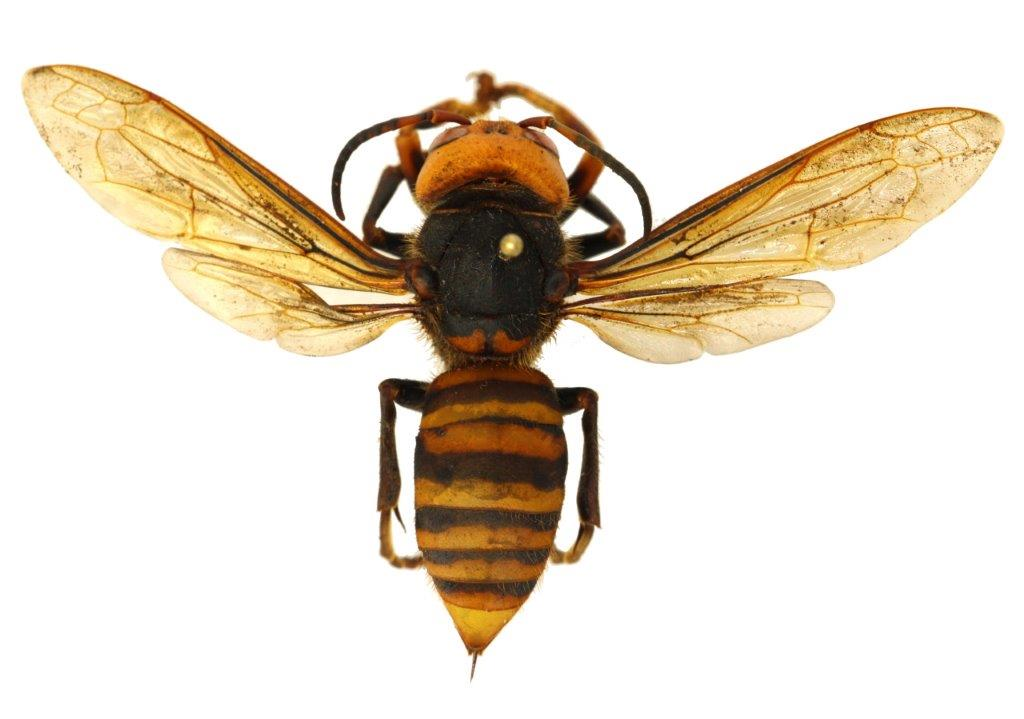